# Turniej o Srebrny Kask 1962
Turniej o Srebrny Kask 1962 – rozegrany w sezonie 1962 turniej żużlowy z cyklu rozgrywek o „Srebrny Kask”. Wygrał Włodzimierz Szwendrowski, drugi był Jan Mucha, a Andrzej Pogorzelski stanął na najniższym stopniu.

## Wyniki finałów
Poniżej zestawienie czołowej piątki każdego z rozegranych 7 turniejów finałowych.

### I turniej
- 5 maja 1962, Świętochłowice

| Msc. | Zawodnik                 | Klub                 | Pkt |  |  |
| ---- | ------------------------ | -------------------- | --- |  |  |
| 1    | Roman Gąsior             | Karpaty Krosno       | 14  |  |  |
| 2    | Włodzimierz Szwendrowski | Tramwajarz Łódź      | 14  |  |  |
| 3    | Andrzej Pogorzelski      | Stal Gorzów Wlkp.    | 13  |  |  |
| 4    | Zygmunt Pytko            | Unia Tarnów          | 8   |  |  |
| 5    | Wiktor Waloszek          | Śląsk Świętochłowice | 8   |  |  |

### II turniej
- 26 maja 1962, Krosno

| Msc. | Zawodnik                 | Klub                     | Pkt |  |  |
| ---- | ------------------------ | ------------------------ | --- |  |  |
| 1    | Jan Mucha                | Śląsk Świętochłowice     | 15  |  |  |
| 2    | Włodzimierz Szwendrowski | Tramwajarz Łódź          | 13  |  |  |
| 3    | Mieczysław Mendyka       | Zgrzeblarki Zielona Góra | 12  |  |  |
| 4    | Andrzej Pogorzelski      | Stal Gorzów Wlkp.        | 12  |  |  |
| 5    | Zygmunt Pytko            | Unia Tarnów              | 10  |  |  |

### III turniej
- 27 maja 1962, Tarnów

| Msc. | Zawodnik                 | Klub                     | Pkt |  |  |
| ---- | ------------------------ | ------------------------ | --- |  |  |
| 1    | Zygmunt Pytko            | Unia Tarnów              | 14  |  |  |
| 2    | Wiktor Waloszek          | Śląsk Świętochłowice     | 14  |  |  |
| 3    | Jan Mucha                | Śląsk Świętochłowice     | 11  |  |  |
| 4    | Mieczysław Mendyka       | Zgrzeblarki Zielona Góra | 11  |  |  |
| 5    | Włodzimierz Szwendrowski | Tramwajarz Łódź          | 11  |  |  |

### IV turniej
- 2 czerwca 1962, Zielona Góra

| Msc. | Zawodnik                 | Klub                     | Pkt |  |  |
| ---- | ------------------------ | ------------------------ | --- |  |  |
| 1    | Włodzimierz Szwendrowski | Tramwajarz Łódź          | 14  |  |  |
| 2    | Jan Mucha                | Śląsk Świętochłowice     | 13  |  |  |
| 3    | Mieczysław Mendyka       | Zgrzeblarki Zielona Góra | 13  |  |  |
| 4    | Andrzej Pogorzelski      | Stal Gorzów Wlkp.        | 10  |  |  |
| 5    | Paweł Mirowski           | Tramwajarz Łódź          | 9   |  |  |

### V turniej
- 16 czerwca 1962, Łódź

| Msc. | Zawodnik            | Klub                     | Pkt |  |  |
| ---- | ------------------- | ------------------------ | --- |  |  |
| 1    | Marian Rose         | Stal-Apator Toruń        | 13  |  |  |
| 2    | Andrzej Pogorzelski | Stal Gorzów Wlkp.        | 11  |  |  |
| 3    | Krystian Fołtyn     | Śląsk Świętochłowice     | 11  |  |  |
| 4    | Mieczysław Mendyka  | Zgrzeblarki Zielona Góra | 10  |  |  |
| 5    | Jan Mucha           | Śląsk Świętochłowice     | 10  |  |  |

### VI turniej
- 30 czerwca 1962, Gniezno

| Msc. | Zawodnik                 | Klub              | Pkt |  |  |
| ---- | ------------------------ | ----------------- | --- |  |  |
| 1    | Marian Kwarciński        | Start Gniezno     | 14  |  |  |
| 2    | Włodzimierz Szwendrowski | Tramwajarz Łódź   | 13  |  |  |
| 3    | Paweł Mirowski           | Tramwajarz Łódź   | 12  |  |  |
| 4    | Marian Rose              | Stal-Apator Toruń | 10  |  |  |
| 5    | Andrzej Pogorzelski      | Stal Gorzów Wlkp. | 9   |  |  |

### VII turniej
- 7 lipca 1962, Toruń

| Msc. | Zawodnik                 | Klub                 | Pkt |  |  |
| ---- | ------------------------ | -------------------- | --- |  |  |
| 1    | Marian Rose              | Stal-Apator Toruń    | 14  |  |  |
| 2    | Jan Mucha                | Śląsk Świętochłowice | 11  |  |  |
| 3    | Włodzimierz Szwendrowski | Tramwajarz Łódź      | 11  |  |  |
| 4    | Roman Gąsior             | Karpaty Krosno       | 11  |  |  |
| 5    | Stanisław Bauta          | Stal-Apator Toruń    | 10  |  |  |

## Klasyfikacja końcowa
Uwaga!: Odliczono jeden najgorszy wynik.
| Poz | Zawodnik                 | Klub                     | ŚWI | KRO | TAR | ZIE | ŁÓD | GNI | TOR | Punkty |
| --- | ------------------------ | ------------------------ | --- | --- | --- | --- | --- | --- | --- | ------ |
| 1   | Włodzimierz Szwendrowski | Tramwajarz Łódź          | 14  | 13  | 11  | 14  | 9   | 13  | 11  | 76     |
| 2   | Jan Mucha                | Śląsk Świętochłowice     | 6   | 15  | 11  | 13  | 10  | 7   | 11  | 67     |
| 3   | Andrzej Pogorzelski      | Stal Gorzów Wlkp.        | 13  | 12  | 4   | 10  | 11  | 9   | 9   | 64     |
| 4   | Mieczysław Mendyka       | Zgrzeblarki Zielona Góra | 7   | 12  | 11  | 13  | 10  | 9   | 6   | 62     |
| 5   | Roman Gąsior             | Karpaty Krosno           | 14  | 7   | 7   | 7   | 8   | 5   | 11  | 54     |
| 6   | Marian Kwarciński        | Start Gniezno            | 5   | 1   | 7,5 | 8   | 6   | 14  | 8   | 48,5   |
| 7   | Paweł Mirowski           | Tramwajarz Łódź          | 7   | 6   | 4   | 9   | 9   | 12  | 5   | 48     |
| 8   | Zygmunt Pytko            | Unia Tarnów              | 8   | 10  | 14  | 9   | 4   | 2   | –   | 47     |
| 9   | Krystian Fołtyn          | Śląsk Świętochłowice     | 7   | 4   | 9   | 6   | 11  | 5   | 3   | 42     |
| 10  | Wiktor Waloszek          | Śląsk Świętochłowice     | 8   | 10  | 14  | 8   | –   | –   | 1   | 41     |
| 11  | Emil Jakubowski          | Karpaty Krosno           | 6   | 7   | 6   | 5   | 5   | 9   | 5   | 38     |
| 12  | Marian Rose              | Stal-Apator Toruń        | –   | –   | –   | –   | 13  | 10  | 14  | 37     |
| 13  | Włodzimierz Sumiński     | Tramwajarz Łódź          | 4   | 4   | 1   | 6   | 7   | 6   | 7   | 34     |
| 14  | Stanisław Skowron        | Kolejarz Opole           | 8   | 3   | 3,5 | 2   | 4   | –   | –   | 20,5   |
| 15  | Jan Krakowiak            | Tramwajarz Łódź          | 4   | 1   | 2   | 4   | 5   | 3   | –   | 19     |

| Kolor   | Wynik      |
| ------- | ---------- |
| Złoty   | Zwycięzca  |
| Srebrny | 2. miejsce |
| Brązowy | 3. miejsce |